# Slinky

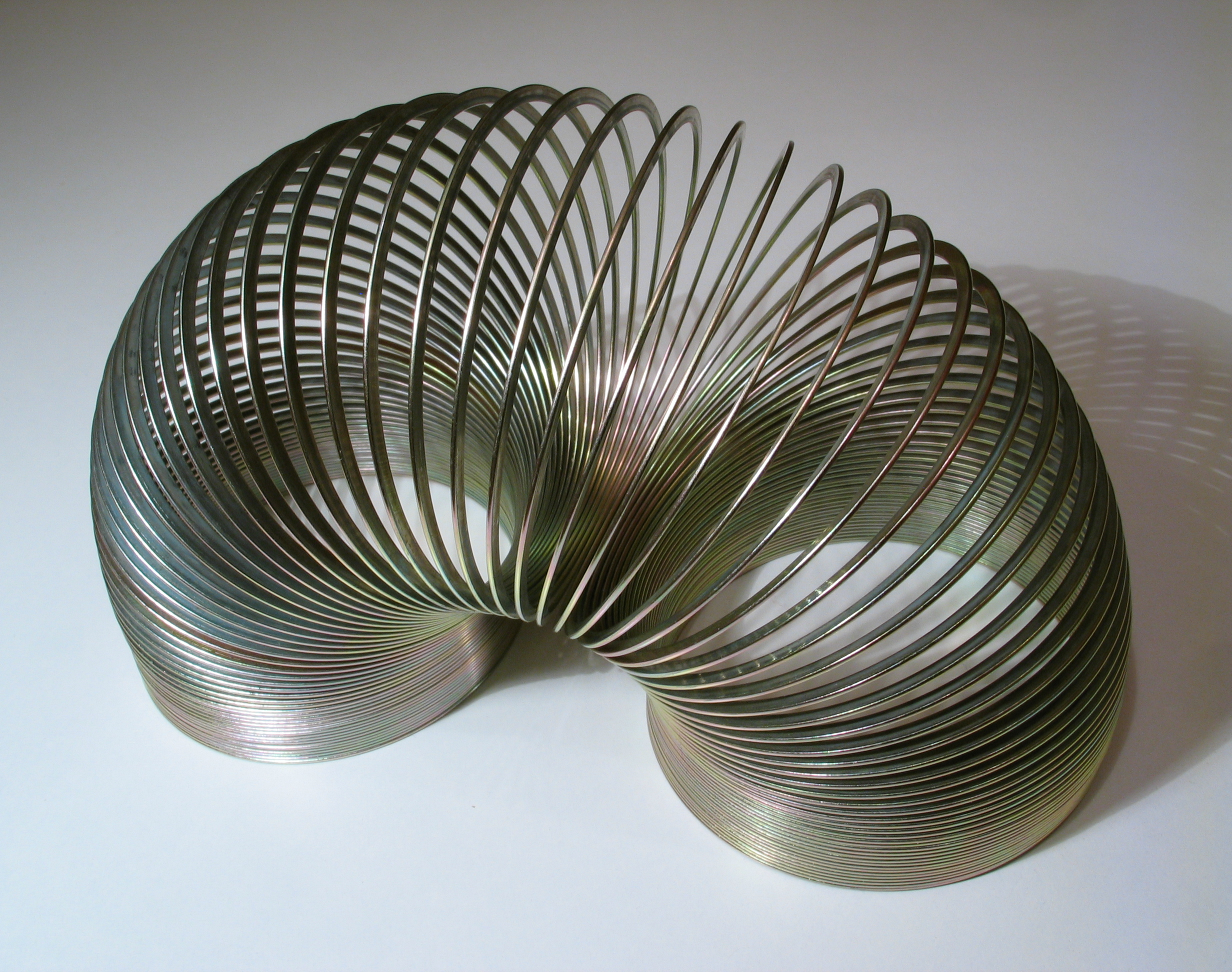
Un Slinky, de acero.

Un Slinky es un juguete consistente en un muelle helicoidal. Sus características (dimensiones, diámetro del hilo, diámetro del muelle, masa, módulo elástico, ...) permiten que ejecute movimientos curiosos como bajar escaleras, o progresar por un plano inclinado de forma automática a partir de una pequeña acción inicial.
Los modelos básicos son en acero o en colores, como un arcoíris, de modo que los colores hagan más efecto al moverse el muelle. Su popularidad hizo que se incluyera en la lista del National Toy Hall of Fame estadounidense.
Permite realizar numerosos tipos de experimentos caseros sobre la propagación de ondas longitudinales y transversales

## Historia
El Slinky fue inventado y desarrollado por el ingeniero naval estadounidense Richard T. James en 1943 y se demostró en los grandes almacenes Gimbels en Filadelfia en noviembre de 1945. El juguete fue un éxito, vendiendo todo su inventario de 400 unidades en noventa minutos. James y su esposa Betty formaron la empresa James Industries en Clifton Heights, Pensilvania para fabricar Slinky y varios juguetes relacionados, como Slinky Dog y Suzie, Slinky Worm. En 1960, la esposa de James, Betty James, se convirtió en presidenta de James Industries y, en 1964, trasladó la operación a Hollidaysburg, Pensilvania. En 1998, Betty James vendió la empresa a Poof Products, Inc.
El Slinky tenía un precio original de $ 1, pero muchos pagaron mucho más debido a los aumentos de precio del acero para resortes en todo el estado de Pensilvania; sin embargo, se ha mantenido a un precio modesto a lo largo de su historia como resultado de la preocupación de Betty James por la asequibilidad del juguete para los clientes pobres. El Slinky no se ha utilizado como juguete en la sala de juegos: ha aparecido en el aula como una herramienta de enseñanza, en tiempos de guerra, específicamente en la guerra de Vietnam, como una antena de radio (portátil y extensible) y en experimentos de física con la NASA- La astronauta Margaret Rhea Seddon demostró el comportamiento del Slinky en gravedad cero durante una transmisión desde el transbordador espacial Discovery en 1985. Fue incluido en el Salón Nacional de la Fama del Juguete en The Strong en Rochester, Nueva York, en 2000. En 2003, el Slinky fue incluido en la "Lista del siglo de los juguetes" de la Toy Industry Association. En sus primeros 60 años, el Slinky vendió 300 millones de unidades.

### Detalles de su creación
En 1943, Richard James, un ingeniero mecánico naval que trabajaba en los astilleros William Cramp & Sons en Filadelfia, estaba desarrollando resortes que podían soportar y estabilizar instrumentos sensibles a bordo de barcos en mares agitados. James accidentalmente golpeó uno de los resortes de un estante y vio como el resorte "daba un paso" en una serie de arcos hacia una pila de libros, una mesa y el piso, donde se volvía a enrollar sobre sí mismo y se puso de pie.  La esposa de James, Betty, recordó más tarde: "Llegó a casa y dijo: 'Creo que si obtuviera la propiedad correcta de acero y la tensión adecuada, podría hacerlo caminar'". James experimentó con diferentes tipos de alambre de acero durante el año siguiente y finalmente encontró un resorte que caminaba. Betty tenía dudas al principio, pero cambió de opinión después de que el juguete fue ajustado y los niños del vecindario expresaron un gran interés en él.  Ella apodó el juguete Slinky (que significa "elegante"), después de encontrar la palabra en un diccionario,  y decidir que la palabra describía acertadamente el sonido de un resorte de metal expandiéndose y colapsando. 
Con un préstamo de USD $ 500, la pareja formó James Industries (originalmente James Spring & Wire Company), produjo 400 unidades Slinky fabricadas en un taller de maquinaria local, envueltas a mano cada una en papel amarillo y a un precio de $ 1 la pieza. Cada uno tenía 7 cm de alto e incluía 98 bobinas de acero sueco azul-negro de alta calidad.  Los James tuvieron dificultades para vender Slinky en tiendas de juguetes pero, en noviembre de 1945, se les concedió permiso para colocar en una rampa publicitaria en la sección de juguetes de los grandes almacenes Gimbels en Filadelfia para demostrar el juguete.   En 1946, Slinky se presentó en la American Toy Fair.

### Desarrollos posteriores
Richard James abrió una tienda en Albany, Nueva York, después de desarrollar una máquina que podía producir un Slinky en segundos. El juguete estaba empaquetado en una caja con letras negras y la publicidad inundaba Estados Unidos. James aparecía a menudo en programas de televisión para promocionar a Slinky. En 1952, debutó el Slinky Dog. Otros juguetes Slinky introducidos en la década de 1950 incluyeron el tren Slinky Loco, el gusano Slinky Suzie y los Slinky Crazy Eyes, un par de gafas que usa Slinkys sobre los agujeros de los ojos unidos a globos oculares de plástico. James Industries obtuvo la licencia de la patente (US 2.415.012) a varios otros fabricantes, entre ellos Wilkening Mfg. Co. de Filadelfia y Toronto, que producían juguetes con resortes como Leap Frog de Mr. Wiggle y Cowboy de Mr. Wiggle.  En sus primeros 2 años, James Industries vendió 100 millones de Slinkys (a $ 1 cada uno, eso sería el equivalente a $ 6 mil millones, ajustado por inflación, en ingresos brutos durante esos 5 años).
En 1960, Richard James dejó la empresa después de que su esposa solicitó el divorcio y se convirtió en misionero evangélico en Bolivia con Wycliffe Bible Translators. Betty James dirigió la empresa, hizo malabares con los acreedores y en 1964 trasladó la empresa a Hollidaysburg, Pensilvania. Richard James murió en 1974. La compañía y su línea de productos se expandieron bajo el liderazgo de Betty James. En 1995, explicó el éxito del juguete a Associated Press diciendo: "Es la simplicidad".
Betty James insistió en mantener asequible el Slinky original. En 1996, cuando el precio osciló entre 1,89 y 2,69 dólares, declaró a The New York Times: "Hay tantos niños que no pueden tener juguetes caros y siento una verdadera obligación con ellos. Me horroriza cuando voy de compras navideñas y gasto entre 60 y  80 dólares por un juguete que no es nada". En 2008, Slinkys costaba entre $ 4 y $ 5 y Slinky Dog alrededor de $ 20. 
En 1998, James Industries se vendió a Poof Products, Inc. de Plymouth, Míchigan, un fabricante de pelotas deportivas de espuma. Slinky continuó la producción en Hollidaysburg. En 2003, James Industries se fusionó con Poof Products, Inc., para crear Poof-Slinky, Inc.
Betty James murió de insuficiencia cardíaca congestiva en noviembre de 2008, a los 90 años, después de haber sido presidenta de James Industries de 1960 a 1998. Se han vendido más de 300 millones de Slinkys entre 1945 y 2005, y el Slinky sigue siendo un éxito de ventas.

### Toy Story
En 1995, se incluyó una versión rediseñada de Slinky Dog, que había sido descontinuado varios años atrás, en la película de animación por computadora, Toy Story. El personaje, al que puso voz originalmente Jim Varney y posteriormente Blake Clark, se convertiría en un personaje principal de toda la franquicia. Betty James declaró su aprobación del nuevo Slinky Dog a la prensa diciendo: «El primer Slinky Dog no era tan adorable como este». Debido a que los moldes para la fabricación de esta nueva versión crearon problemas para James Industries, las partes trasera y delantera hechas de plástico fueron fabricadas en China, mientras que el ensamblaje y empaquetado final lo realizó James Industries. Las primeras 825,000 unidades del Slinky Dog rediseñado se agotaron antes de la Navidad de 1995.

## Propiedades físicas
Las reglas que rigen la mecánica de un Slinky son la ley de Hooke y los efectos de la gravitación.

### Periodo de oscilación
La oscilación de un Slinky suspendido verticalmente tiene la duración periódica
{\displaystyle T={\sqrt {\frac {32L}{g}}}\,,}
donde L es la longitud del Slinky en el campo gravitatorio de la Tierra y g la aceleración debida a la gravedad g=9,81\mathrm {m/s} ^{2}. Obsérvese que la expresión para T es independiente de la constante del muelle k y de la masa m del Slinky. Para un péndulo de resorte uno esperaría tal dependencia. Esto se debe a que la dependencia de k y m está oculta en la longitud L(k,m):
{\displaystyle L(k,m)={\frac {mg}{2k}}={\frac {W}{2k}}\,,}
esto permite escribir:
{\displaystyle T=4{\sqrt {\frac {m}{k}}}\,.}
Esta expresión difiere del péndulo de resorte ordinario
{\displaystyle T_{\mbox{péndulo de muelle}}=2\pi {\sqrt {\frac {m}{k}}}\,,}
porque para el péndulo de muelle se supone un muelle sin masa con una masa m sujeta en la parte inferior.

### Fenómenos

#### Vuelo de escaleras
Cuando se pone en movimiento sobre una plataforma escalonada, como una escalera, el Slinky transfiere energía a lo largo de su longitud en una onda longitudinal. Todo el muelle desciende de un extremo a otro con un movimiento periódico, como si estuviera «caminando» peldaño a peldaño.

#### Levitación
Cuando se deja caer el extremo superior del Slinky, la información del cambio de tensión debe propagarse al extremo inferior antes de que ambos lados comiencen a caer; la parte superior de un Slinky extendido caerá mientras que la parte inferior permanece inicialmente en su posición original, comprimiendo el muelle. Esto crea un tiempo de suspensión de ~0. 3 s para un Slinky original, pero tiene potencial para crear un tiempo de suspensión mucho mayor.
El centro de masa de un Slinky suspendido se acelera hacia abajo a 1g (aproximadamente 9,8 m/s —32 pies por segundo— en cada segundo); cuando se suelta – la parte inferior se mueve hacia arriba, hacia la parte superior, con una aceleración hacia arriba equivalente y constante a medida que se alivia la tensión. A medida que el muelle se contrae, cada punto a lo largo de su longitud se acelerará hacia abajo con la gravedad y la tensión, y experimentará una disminución en la aceleración general hacia abajo relacionada con la altura a lo largo del muelle debido a que la fuerza del muelle cambia con la extensión – en la parte inferior del muelle la aceleración inicial hacia arriba se reduce de acuerdo con la ley de Hooke a medida que el muelle se contrae, pero el centro hacia el que se mueve se acerca – lo que significa que la base se habrá desplazado lo suficiente hacia el centro de masa inercial para que parezca que se ha quedado inmóvil. Si esta fenomenología se extendiera a cuerdas muy ligeras con masas suspendidas pesadas (que tienen distribuciones de tensión aproximadamente lineales), se necesitarían matemáticas diferentes para explicar el fenómeno.

## Otros usos
Profesores de instituto y de universidad han utilizado Slinkys para simular las propiedades de las ondas, las tropas de Estados Unidos en la guerra de Vietnam los utilizaron como antenas de radio móviles (al igual que radioaficionados)), y la NASA los ha utilizado en experimentos de física en gravedad cero en el transbordador espacial.
Los slinkys y otros resortes similares pueden utilizarse para crear un efecto sonoro similar al de una "pistola láser", que se consigue sosteniendo un slinky en el aire y golpeando uno de sus extremos, lo que da lugar a un tono metálico que baja bruscamente de tono. El efecto puede amplificarse colocando un vaso de plástico en un extremo del Slinky.
En 1959, John Cage compuso una obra vanguardista llamada Sounds of Venice (Sonidos de Venecia), que estaba compuesta, entre otras cosas, para un piano, una losa de mármol y una escoba veneciana, una jaula de canarios y un Slinky amplificado.
El Slinky de metal puede utilizarse como antena: resuena entre 7 y 8 MHz. Durante la guerra de Vietnam se utilizó como antena portátil para la comunicación local en HF. Esta configuración tenía muchas ventajas sobre un largo cable disparado desde el lanzagranadas M79: pequeñas dimensiones, instalación rápida y silenciosa, reutilización, buen ángulo de despegue para la comunicación local y un rendimiento suficientemente bueno. También se utilizó para ampliar el alcance de una radio portátil.
En 1985, en colaboración con el Centro Espacial Johnson y el Museo de Ciencias Naturales de Houston, los astronautas del transbordador espacial Discovery crearon un vídeo para demostrar cómo se comportan los juguetes familiares en el espacio. "No se desliza en absoluto", dijo la Dra. M. Rhea Seddon sobre Slinky, "como que se cae". El vídeo se preparó para estimular el interés de los escolares por los principios básicos de la física y el fenómeno de la ingravidez.
En 1992, el Museo Bishop de Honolulu (Hawái) acogió una exposición itinerante interactiva desarrollada por el Instituto Franklin de Filadelfia, llamada "¿Qué hace la música?". Entre otras cosas, los visitantes podían examinar qué hace el sonido musical creando ondas en una versión de dos metros de largo de un juguete Slinky.
Varios vídeos en línea han mostrado que el Slinky actúa como un excelente elemento disuasorio para las ardillas en los comederos de pájaros cuando se monta en el poste del comedero para evitar que las ardillas trepen por el poste para alcanzar estos comederos.

## Vídeos
- Vídeo. Slinkies en acción.

- Datos: Q1118802
- Multimedia: Slinky / Q1118802